# Berric
Berric en idioma francés y oficialmente, Berrig en bretón,  es una localidad y comuna francesa en la región administrativa de Bretaña, en el departamento de Morbihan. 
Sus habitantes reciben el gentilicio de Berricois.

## Demografía
| 769 | 725 | 698 | 814 | 816 | 1027 |
| Para los censos de 1962 a 1999 la población legal corresponde a la población sin duplicidades (Fuente: INSEE [Consultar]) |     |     |     |     |      |

## Lugares de interés
- Castillo de Trémohar, del siglo XVI.